# St. Laurentius (Obereuerheim)

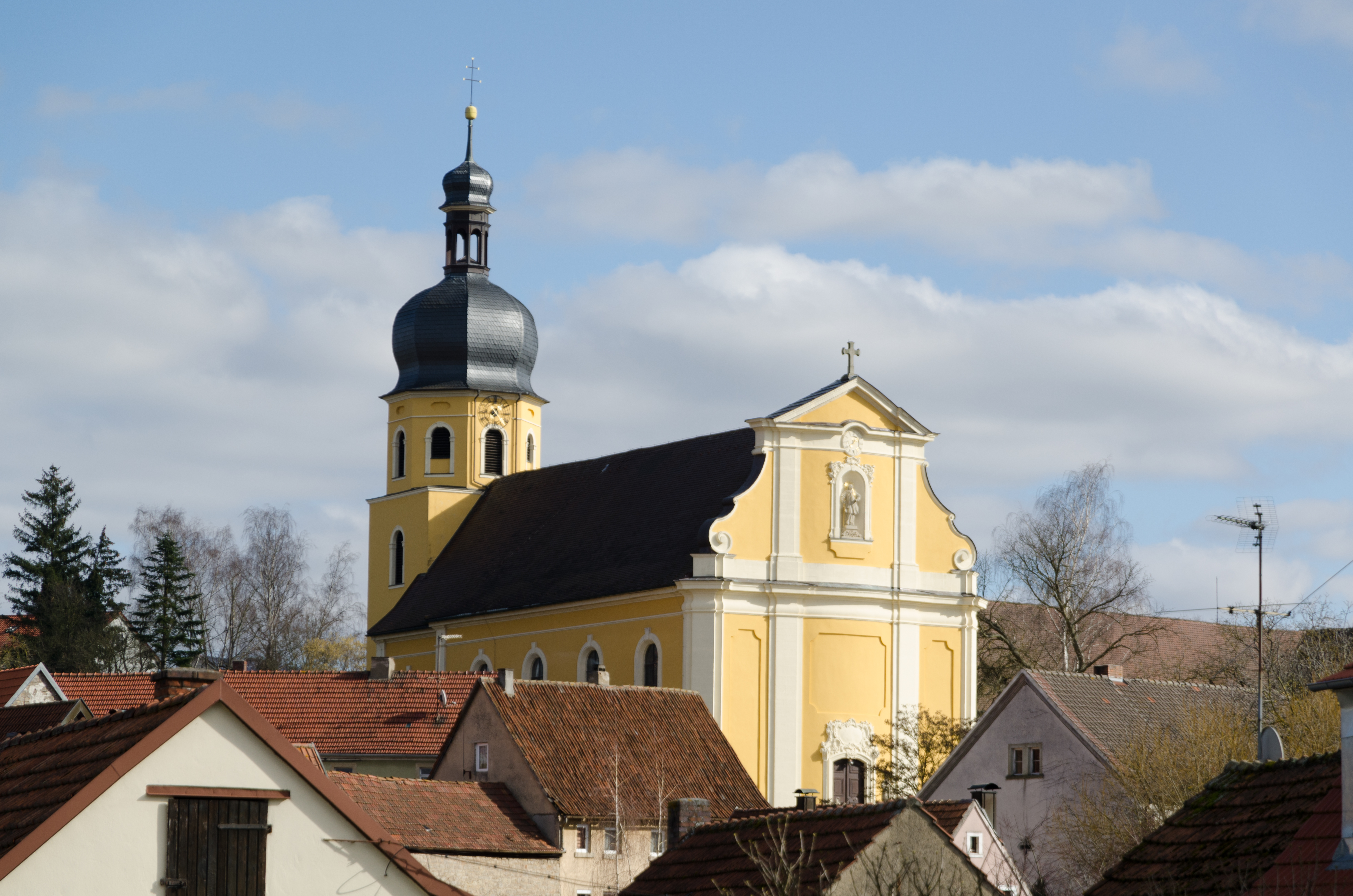
St. Laurentius (Obereuerheim)

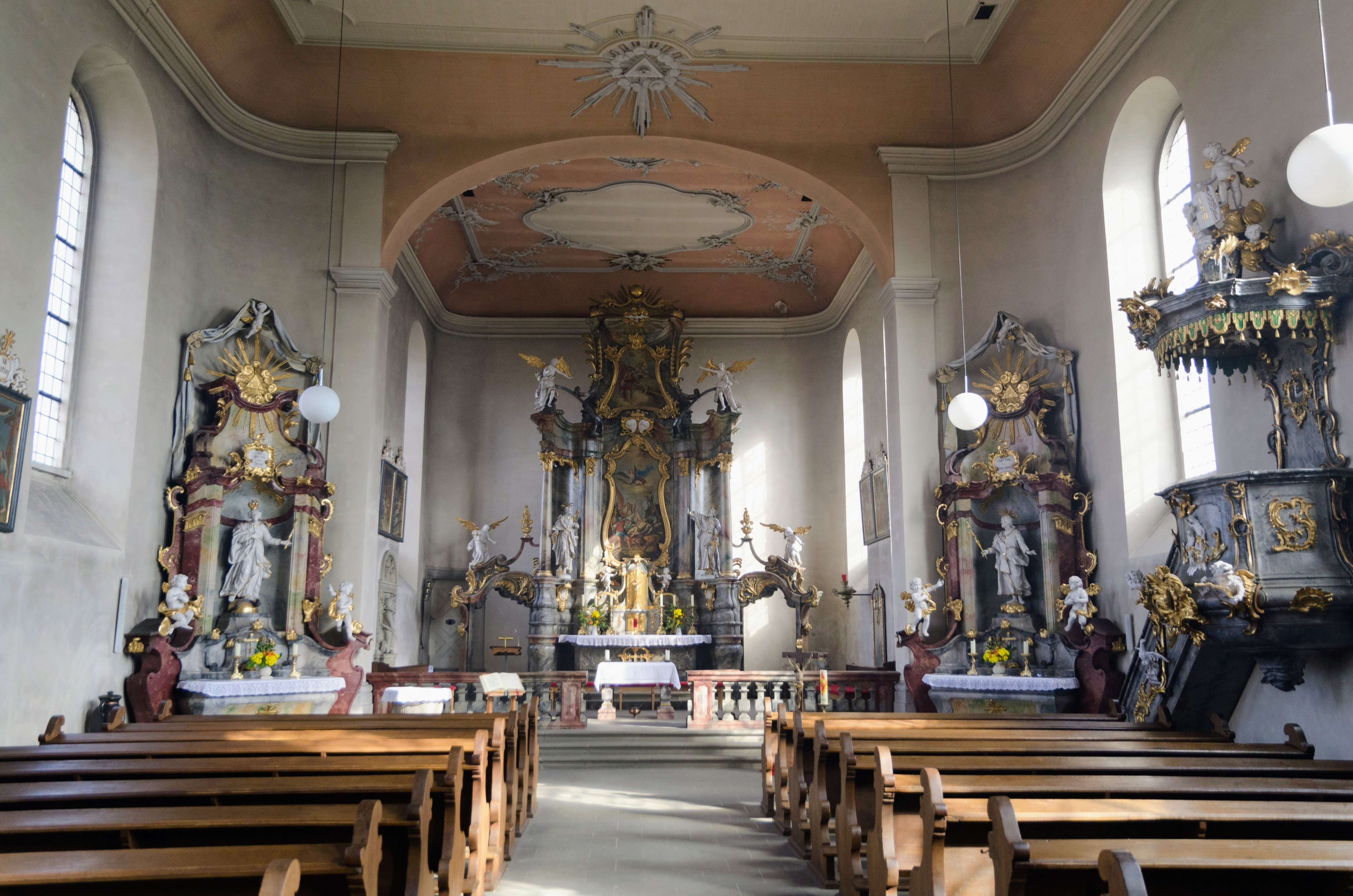
Innenraum (2014)

Die römisch-katholische, denkmalgeschützte Pfarrkirche St. Laurentius steht in Obereuerheim, einem Gemeindeteil der Gemeinde Grettstadt im Landkreis Schweinfurt (Unterfranken, Bayern). Das Bauwerk ist unter der Denkmalnummer D-6-78-138-55 als Baudenkmal in der Bayerischen Denkmalliste eingetragen. Die Pfarrei gehört zur Pfarreiengemeinschaft St. Christophorus im Mainbogen (Gochsheim) im Dekanat Schweinfurt-Nord des Bistums Würzburg.

## Beschreibung
Der um 1600 gebaute Chorturm wurde 1708 nach einem Entwurf von Joseph Greissing mit einem achteckigen Geschoss, das die Turmuhr und den Glockenstuhl beherbergt, aufgestockt und mit einer schiefergedeckten Welschen Haube bedeckt. Das Langhaus und der eingezogene Chor im Osten wurden aus einem Vermächtnis von Friedrich Karl von Schönborn-Buchheim nach Plänen von Johann Georg Neßtfell 1755 umgebaut. Die Fassade im Westen ist mit einem mit Voluten verzierten Schweifgiebel bedeckt, in dessen Mitte sich eine Nische befindet, in der eine Statue des heiligen Laurentius steht. 
Der Hochaltar mit dem auf dem Altarretabel dargestellten heiligen Laurentius wurde 1763 gebaut. Die Seitenaltäre wurden 1784 hinzugefügt. Die Kanzel baute Johann Bernhard Kamm. Die Orgel mit elf Registern, einem Manual und Pedal hat 1760 Johann Philipp Seuffert errichtet.